# Royaume ostrogoth
Pour les articles homonymes, voir Royaume d'Italie.
 (octobre 2009).
Si vous disposez d'ouvrages ou d'articles de référence ou si vous connaissez des sites web de qualité traitant du thème abordé ici, merci de compléter l'article en donnant les références utiles à sa vérifiabilité et en les liant à la section « Notes et références ».
493–553
Entités précédentes :
- Empire romain d'Occident

Entités suivantes :
- Empire romain d'Orient
- Royaume lombard

Le Royaume ostrogoth (officiellement royaume d'Italie, Regnum Italiae) a existé de 493 à 553, au cours des grandes invasions alors en pleine phase de mouvement et non de sédentarisation, et succède à l'Empire romain sur son sol natal.
Il est fondé sous le règne de Théodoric le Grand (né en Europe centrale) et sa capitale est située à Ravenne, dernière capitale des empereurs d'Occident.
En 553, après dix-huit ans de guerres épisodiques, le royaume est reconquis par les armées de Bélisaire et Narsès, généraux de l'Empire romain d'Orient.

## Caractéristiques

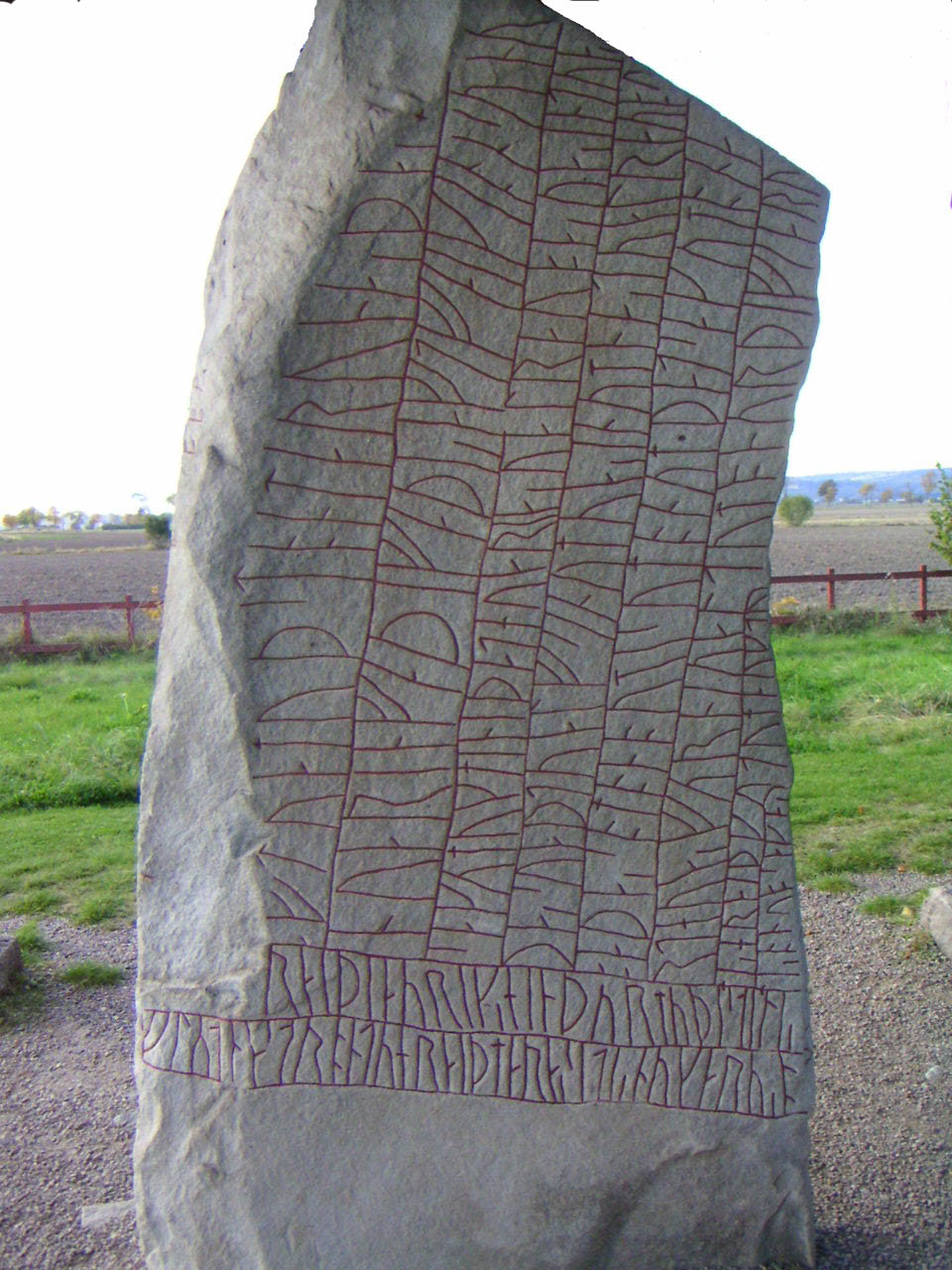
La Pierre de Rök (située en Suède), une pierre runique, probablement gravée au IXe siècle ; elle comporte un texte généralement considéré comme un fragment perdu de la mythologie nordique et fait aussi référence à Théodoric le Grand.

Le domaine des Ostrogoths est alors aussi grand et bien plus munificent qu'il ne l'a jamais été du temps d'Ermanaric, mais il est surtout d'un caractère complètement différent.
Les deux nations, romaine et ostrogothe, différentes par leurs coutumes, leur langue et leur religion, vivent côte à côte sur le sol de l'Italie. Chacune d'elles est dirigée par un souverain unique mais sous le régime de la personnalité des lois.
C'est cette image du règne de Théodoric, surtout, qui apparaît à travers les ordonnances élaborées en son nom et en celui de ses successeurs : dans l'ensemble, les Goths restent concentrés dans le nord de l'Italie ; dans le sud, ils ne forment guère plus que des garnisons.
Selon la conception de Théodoric, les Goths jouent le rôle de protecteurs armés des paisibles Romains ; le roi goth a la difficile charge de gouverner alors que le consul romain en reçoit les honneurs. De même, toutes les formes de l'administration romaine subsistent sous le règne de Théodoric. La politique et la culture romaine exercent même une grande influence sur les Goths. C'est là que la double culture du roi barbare joue à plein.
Notamment, la souveraineté sur des nations distinctes mais établies sur le même sol se définit nécessairement selon une conception romaine du pouvoir, avec ses contraintes pesant lourdement sur la liberté des troupes germaniques. Mais un tel système repose sur la présence d'un pouvoir fort, tenu par une personnalité comme celle de Théodoric. À sa mort, l'édifice s'effondre.
En 526, Ostrogoths et Wisigoths sont de nouveau séparés. Les quelques exemples à travers lesquels ils agissent encore de concert portent sur des affaires espacées et sans importance réelle. Amalaric hérite du royaume wisigoth en Hispanie et en Septimanie. Le nouveau roi ostrogoth Athalaric, petit-fils de Théodoric par sa mère, Amalasonte, fille de Théodoric, ajoute la Provence à son domaine.
Aucun des deux souverains ne se montre en mesure de régler les conflits au sein des élites gothiques. Théodat, cousin d'Amalasonte et neveu de Théodoric par la sœur de ce dernier, leur succède après les avoir massacrés.[pas clair] [réf. nécessaire] Cependant, cette usurpation déclenche encore plus de carnages, trois rois goths se succédant sur le trône en l'espace de cinq ans.

## La reconquête de l'Italie par les Byzantins

Les conquêtes de l'Empire romain d'Orient sous le règne de Justinien (527-565).

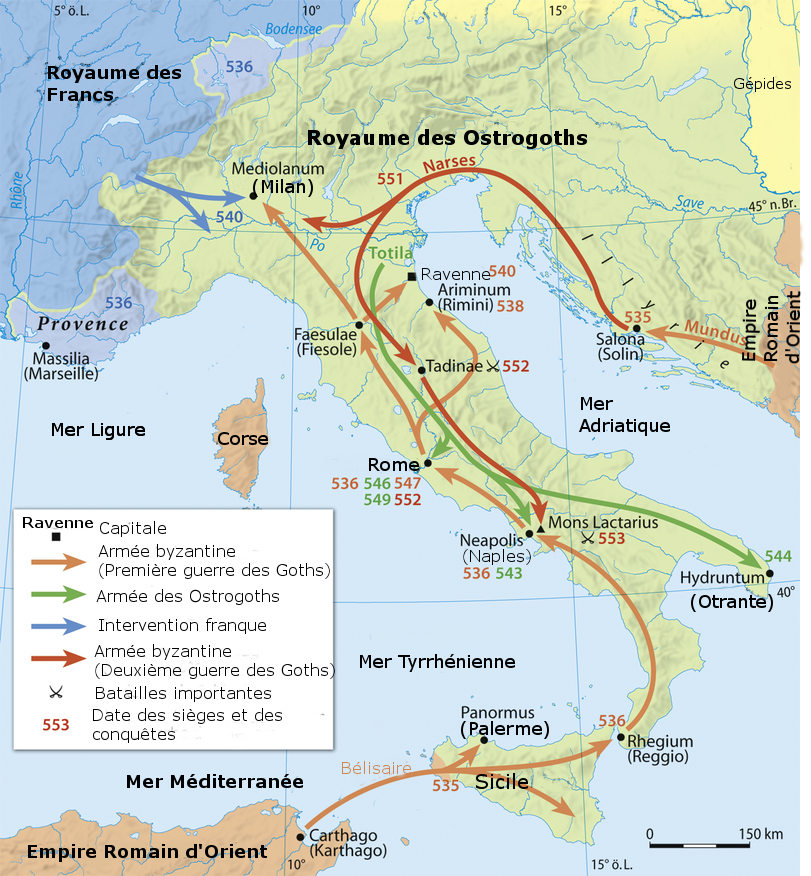
La guerre des Goths (535-555).

La faiblesse de la position des Ostrogoths en Italie devient alors évidente. L'empereur byzantin Justinien aspirant à restaurer autant que possible le pouvoir impérial sur la totalité du bassin méditerranéen intervient en Italie, à la faveur de l'affaiblissement du pouvoir goth dans la péninsule.
En 535, il charge son meilleur général, Bélisaire, d'attaquer les Ostrogoths. Bélisaire envahit rapidement la Sicile, prend Palerme puis débarque en Italie, conquiert Naples, puis Rome en 536. Puis il marche vers le nord et prend Mediolanum (Milan) et Ravenne, la capitale des Ostrogoths, en 540.
C'est alors que Justinien tente de négocier avec les Goths un arrangement généreux – de loin trop généreux aux yeux de Bélisaire : le droit de maintenir un royaume indépendant dans le Nord-Ouest de l'Italie, mais à la condition qu'ils s'acquittent d'un tribut de la moitié de leur trésor à l'Empire.
Bélisaire transmet le message aux Goths, ne l'approuvant cependant pas. Les Goths, refusant de se fier à Justinien, craignent un piège, mais parce que Bélisaire s'est bien comporté à leur égard lors de sa reconquête de l'Italie, ils acceptent de reconnaître cet arrangement si Bélisaire donne son approbation. Cette situation conduit à une impasse[pas clair].
Une faction de la noblesse gothique tranche : décrétant que leur propre roi vaincu, Vitigès, est un lâche et qu'ils ont besoin d'un nouveau souverain, ils se tournent vers Bélisaire. Éraric, leur chef, offre la couronne à ce dernier. Bélisaire, un soldat fidèle à Justinien et non un homme d'État, feint d'accepter l'offre, se rend à Ravenne pour s'y faire couronner, mais fait promptement arrêter les chefs goths. Ensuite, il réclame l'intégralité de leur royaume pour Byzance.
Justinien est alors furieux : les Perses ayant attaqué l'Empire d'Orient à l'Est, il désire qu'un État neutre et stable serve de tampon entre la frontière de ses possessions occidentales et le royaume des Francs. Ces derniers, en effet, paraissent hostiles à l'égard de la cour orientale.
Bélisaire est alors rappelé et envoyé en Orient contre les Perses, confiant le commandement à un nommé Jean, officier byzantin, afin de gouverner temporairement l'Italie.
En 545, quand il peut enfin retourner en Italie, il trouve une situation considérablement changée : Éraric assassiné, la faction pro-romaine de l'élite gothe est alors renversée.
En 541, les Ostrogoths ont élu un nouveau chef, Totila ; ce nationaliste goth, brillant général, ayant repris toute l'Italie du Nord, a chassé les Byzantins hors de Rome.
Bélisaire reprend alors l'offensive : il dupe Totila pour reprendre Rome, mais perd à nouveau la cité après que Justinien, jaloux et craintif de sa puissance, lui supprime approvisionnements et renforts. Le général, vieilli, est alors contraint d'assurer la défense par ses propres moyens.
En 548, Justinien le remplace par le général eunuque Narsès dans lequel il a plus confiance. Narsès ne déçoit pas Justinien[style à revoir].
Totila est massacré lors de la bataille de Taginae (Gualdo Tadino) en juillet 552 et ses partisans Teia, Aligern, Scipuar et Gibal sont tous tués ou se rendent lors de la bataille de Mons Lactarius en octobre 552 ou 553.
Widin, le dernier chef attesté de l'armée gothique, se révolte à la fin des années 550 avec une aide militaire minimale des Francs et des Alamans. Le soulèvement se révèle sans conséquences : les Ostrogoths se soulèvent à Vérone et à Brescia mais la révolte prend rapidement fin avec la capture de leur chef, en 561. Widin est finalement conduit à Constantinople pour y être exécuté en 561 ou en 562. Une minorité, soumise aux Byzantins et convertie au christianisme nicéen, survit à Ravenne.
Une partie des Ostrogoths survivants aurait quitté l'Italie. Au Moyen Âge et jusqu'au XVIIIe siècle au moins, les habitants du canton d'Uri en Suisse, et particulièrement ceux de la vallée d'Urseren, affirment descendre des Ostrogoths contraints de quitter l'Italie dans les années 550, lorsque leur royaume est définitivement détruit par Narsès.